# Echitație la Jocurile Olimpice de vară din 2020 - sărituri pe echipe
Proba de echitație sărituri pe echipe de la Jocurile Olimpice de vară din 2020 a avut loc în perioada 6-7 august 2021 la Equestrian Park, Tokyo.

## Program
Orele sunt ora Japoniei (UTC+9) 
| Data                   | Timp  | Etapă      |
| ---------------------- | ----- | ---------- |
| Vineri, 6 august 2021  | 19:00 | Calificări |
| Sâmbătă, 7 august 2021 | 19:00 | Finala     |

## Rezultate

### Sărituri - calificări
Cele mai bune 10 echipe s-au calificat în finală.
| Rank | Nation                     | Riders                                                             | Horses                                                       | Individual penalties | Team penalties | Notes |
| ---- | -------------------------- | ------------------------------------------------------------------ | ------------------------------------------------------------ | -------------------- | -------------- | ----- |
| 1    | Suedia                     | - Henrik von Eckermann - Malin Baryard-Johnsson - Peder Fredricson | - King Edward - Indiana - All In                             | - 0 - 0 - 0          | 0              | C     |
| 2    | Belgia                     | - Pieter Devos - Jérôme Guery - Grégory Wathelet                   | - Claire Z - Quel Homme de Hus - Nevados S                   | - 1 - 1 - 2          | 4              | C     |
| 2    | Germania                   | - André Thieme - Maurice Tebbel - Daniel Deusser                   | - DSP Chakaria - Don Diarado - Killer Queen                  | - 1 - 2 - 1          | 4              | C     |
| 4    | Elveția                    | - Martin Fuchs - Bryan Balsiger - Steve Guerdat                    | - Clooney 51 - Twentytwo des Biches - Venard de Cerisy       | - 1 - 0 - 9          | 10             | C     |
| 5    | Statele Unite ale Americii | - Laura Kraut - Jessica Springsteen - McLain Ward                  | - Baloutinue - Don Juan van de Donkhoeve - Contagious        | - 4 - 4 - 5          | 13             | C     |
| 6    | Franța                     | - Simon Delestre - Pénélope Leprevost - Mathieu Billot             | - Berlux Z - Vancouver de Lanlore - Quel Filou 13            | - 1 - 5 - 9          | 15             | C     |
| 7    | Marea Britanie             | - Holly Smith - Harry Charles - Ben Maher                          | - Denver - Romeo 88 - Explosion W                            | - 4 - 12 - 4         | 20             | C     |
| 8    | Brazilia                   | - Marlon Zanotelli - Pedro Veniss - Rodrigo Pessoa                 | - Edgar M - Quabri de l'Isle - Carlito's Way 6               | - 0 - 5 - 20         | 25             | C     |
| 9    | Olanda                     | - Willem Greve - Marc Houtzager - Maikel van der Vleuten           | - Zypria S - Dante - Beauville Z                             | - 13 - 5 - 8         | 26             | C     |
| 10   | Argentina                  | - José Maria Larocca - Martín Dopazo - Matias Albarracin           | - Finn Lente - Quintino 9 - Cannavaro 9                      | - 7 - 14 - 6         | 27             | C     |
| 11   | Egipt                      | - Nayel Nassar - Mohamed Talaat - Mouda Zeyada                     | - Igor van de Wittemoere - Darshan - Galanthos SHK           | - 8 - 9 - 12         | 29             |       |
| 12   | China                      | - Li Yaofeng - Zhang Xingjia - Li Zhenqiang                        | - Jericho Dwerse Hagen - For Passion d'Ive Z - Uncas S       | - 15 - 13 - 7        | 35             |       |
| 13   | Maroc                      | - Ali Al-Ahrach - El Ghali Boukaa - Abdelkebir Ouaddar             | - Golden Lady - Ugolino Du Clos - Istanbull V.h Ooievaarshof | - 10 - 6 - 21        | 37             |       |
| 14   | Noua Zeelandă              | - Bruce Goodin - Tom Tarver-Priebe - Daniel Meech                  | - Danny V - Popeye - Cinca 3                                 | - 17 - 13 - 9        | 39             |       |
| 15   | Cehia                      | - Ondrej Zvara - Anna Kellnerová - Aleš Opatrný                    | - Cento Lano - Catch Me If You Can OLD - Forewer             | - 15 - 17 - 13       | 45             |       |
| 16   | Mexic                      | - Enrique González - Eugenio Garza - Patricio Pasquel              | - Chacna - Armani SL Z - Babel                               | - 1 - EL - 5         | 6              |       |
| 17   | Irlanda                    | - Shane Sweetnam - Darragh Kenny - Bertram Allen                   | - Alejandro - Pacino Amiro - Cartello                        | - EL - WD - WD       | EL             |       |
| 17   | Israel                     | - Alberto Michán - Teddy Vlock - Ashlee Bond                       | - Cosa Nostra - Amsterdam 27 - Donatello 141                 | - 12 - EL - WD       | EL             |       |
| 17   | Japonia                    | - Daisuke Fukushima - Koki Saito - Eiken Sato                      | - Chanyon - Chilensky - Saphyr des Lacs                      | - 8 - WD - WD        | EL             |       |

### Sărituri - finala
| Loc | Țară                       | Călăreți                                                           | Cai                                                    | Penalități individuale | Penalități echipă | Note        |
| --- | -------------------------- | ------------------------------------------------------------------ | ------------------------------------------------------ | ---------------------- | ----------------- | ----------- |
| =1  | Suedia                     | - Henrik von Eckermann - Malin Baryard-Johnsson - Peder Fredricson | - King Edward - Indiana - All In                       | - 0 - 4 - 4            | 8                 | Departajare |
| =1  | Statele Unite ale Americii | - Laura Kraut - Jessica Springsteen - McLain Ward                  | - Baloutinue - Don Juan van de Donkhoeve - Contagious  | - 0 - 4 - 4            | 8                 | Departajare |
| 3   | Belgia                     | - Pieter Devos - Jérôme Guery - Grégory Wathelet                   | - Claire Z - Quel Homme de Hus - Nevados S             | - 4 - 0 - 8            | 12                |             |
| 4   | Olanda                     | - Marc Houtzager - Harrie Smolders - Maikel van der Vleuten        | - Zypria S - Dante - Beauville Z                       | - 9 - 0 - 8            | 17                |             |
| 5   | Elveția                    | - Martin Fuchs - Bryan Balsiger - Steve Guerdat                    | - Clooney 51 - Twentytwo des Biches - Venard de Cerisy | - 8 - 16 - 4           | 28                |             |
| 6   | Brazilia                   | - Marlon Zanotelli - Yuri Mansur - Pedro Veniss                    | - Edgar M - Quabri de l'Isle - Carlito's Way 6         | - 12 - 4 - 13          | 29                |             |
| 7   | Argentina                  | - Fabian Sejanes - Martín Dopazo - Matias Albarracin               | - Finn Lente - Quintino 9 - Cannavaro 9                | - 14 - 13 - 22         | 49                |             |
| NT  | Germania                   | - André Thieme - Maurice Tebbel - Daniel Deusser                   | - DSP Chakaria - Don Diarado - Killer Queen            | - 8 - 4 - Retras       |                   |             |
| NT  | Marea Britanie             | - Holly Smith - Harry Charles - Ben Maher                          | - Denver - Romeo 88 - Explosion W                      | - 16 - 8 - Retras      |                   |             |
| NT  | Franța                     | - Simon Delestre - Mathieu Billot - Pénélope Leprevost             | - Berlux Z - Vancouver de Lanlore - Quel Filou 13      | - 1 - 1 - Eliminat     | Eliminat          |             |

#### Departajare
| Loc | Țară                       | Călăreți                                                           | Cai                                                   | Penalități individuale | Penalități pe echipă | Timp individual         | Timp echipă | Note |
| --- | -------------------------- | ------------------------------------------------------------------ | ----------------------------------------------------- | ---------------------- | -------------------- | ----------------------- | ----------- | ---- |
| 1   | Suedia                     | - Henrik von Eckermann - Malin Baryard-Johnsson - Peder Fredricson | - King Edward - Indiana - All In                      | - 0 - 0 - 0            | 0                    | - 42,00 - 41,89 - 39,01 | 122,90      |      |
| 2   | Statele Unite ale Americii | - Laura Kraut - Jessica Springsteen - McLain Ward                  | - Baloutinue - Don Juan van de Donkhoeve - Contagious | - 0 - 0 - 0            | 0                    | - 41,33 - 42,95 - 39,92 | 124,20      |      |